# یستمن، کبک
یستمن (به فرانسوی: Eastman) شهری در منطقه شهری مامفرماگوگ ناحیه استری در استان کبک کانادا است. در سرشماری سال ۲۰۱۱ این شهر ۱٬۵۲۸ نفر جمعیت داشته‌است و مساحت آن ۶۸٫۸۷ کیلومتر مربع است.